# Luísa Augusta da Dinamarca
Luísa Augusta (em dinamarquês:  Lovisa Augusta; Hørsholm, 7 de julho de 1771 – Augustemburgo, 13 de agosto de 1843) foi a esposa de Frederico Cristiano II, Duque de Eslésvico-Holsácia-Sonderburgo-Augustemburgo. Era a filha mais nova de Carolina Matilde da Grã-Bretanha e oficialmente do rei Cristiano VII da Dinamarca, apesar de ser amplamente aceito que seu pai biológico era Johann Friedrich Struensee, médico particular do rei e regente do Reino da Dinamarca e Noruega na época de seu nascimento. Luísa Augusta era as vezes chamada de "a pequena Struensee", porém as dúvidas sobre sua paternidade nunca afetaram sua posição na corte.

## Primeiros Anos

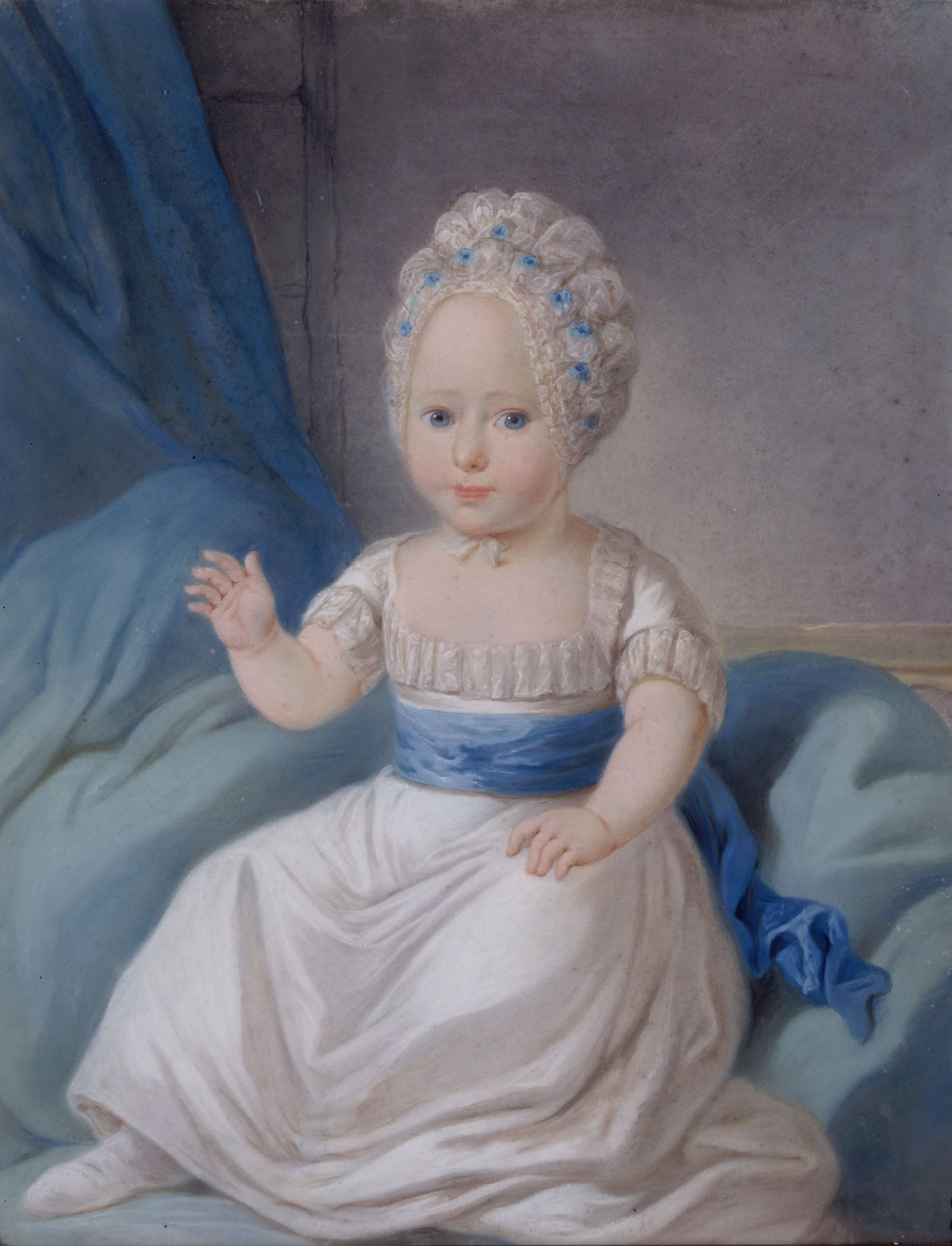
Luísa em bebé.

Luísa nasceu no Palácio de Hirschholm, no actual distrito de Hørsholm, na Dinamarca. Após a detenção de Struensee e da rainha Carolina Matilde a 17 de janeiro de 1772, bem como a subsequente execução de Struensee e a expulsão e detenção da sua mãe, a princesa foi criada na corte dinamarquesa, tendo como residência o Palácio de Christiansborg, em Copenhaga, na companhia do seu irmão de três anos de idade, o príncipe-herdeiro Frederico, sob a supervisão da rainha-viúva Juliana Maria. Luísa Augusta e o irmão mantiveram uma relação muito próxima durante toda a sua vida e foi a pedido dele que ela aceitou casar-se, apesar de não ter qualquer interesse na união. Era a amiga mais chegada do seu irmão e a sua relação com Juliana Maria azedou quando esta os tentou separar.

## Casamento
Em Fevereiro de 1779, o estadista mais importante da nação, o primeiro-ministro Andreas Peter Bernstorff, criou um engenhoso plano para a jovem princesa. Visto que um filho de Luísa poderia um dia vir a herdar o trono, era vantajoso arranjar um casamento cedo e voltar a fazer com que os "meio-sangue" da família voltassem a ter uma relação forte com a família real dinamarquesa. Isto seria conseguido através do casamento de Luísa com o príncipe-herdeiro de Augustemburgo. O plano não tinha apenas o aspecto positivo de voltar a juntar as duas linhas de sucessão mais fortes da Casa de Oldemburgo, o feito seria conseguido através de uma união com a Casa de Augustemburgo, que tinha pouca influência e, assim, impedia qualquer ameaça ao trono e uma eventual união da princesa com a casa real da Suécia.
O seu futuro marido era um príncipe com uma dose extremamente significativa de antepassados dinamarqueses: as suas avós materna e paterna e a sua bisavó paterna tinham sido, respectivamente, como condessa de Reventlow, condessa de Danneskiold-Samsoe e condessa de Ahlefeldt-Langeland e, por isso, o príncipe era parente de todas as famílias importantes da alta nobreza dinamarquesa. Os acordos oficiais foram assinados no ano seguinte e, na primavera de 1785, Frederico Cristiano II de vinte anos chegou a Copenhaga. O noivado foi anunciado e, um ano depois, a 27 de maio de 1786, Luísa de catorze anos casou-se no Palácio de Christiansborg.

## Vida na corte dinamarquesa

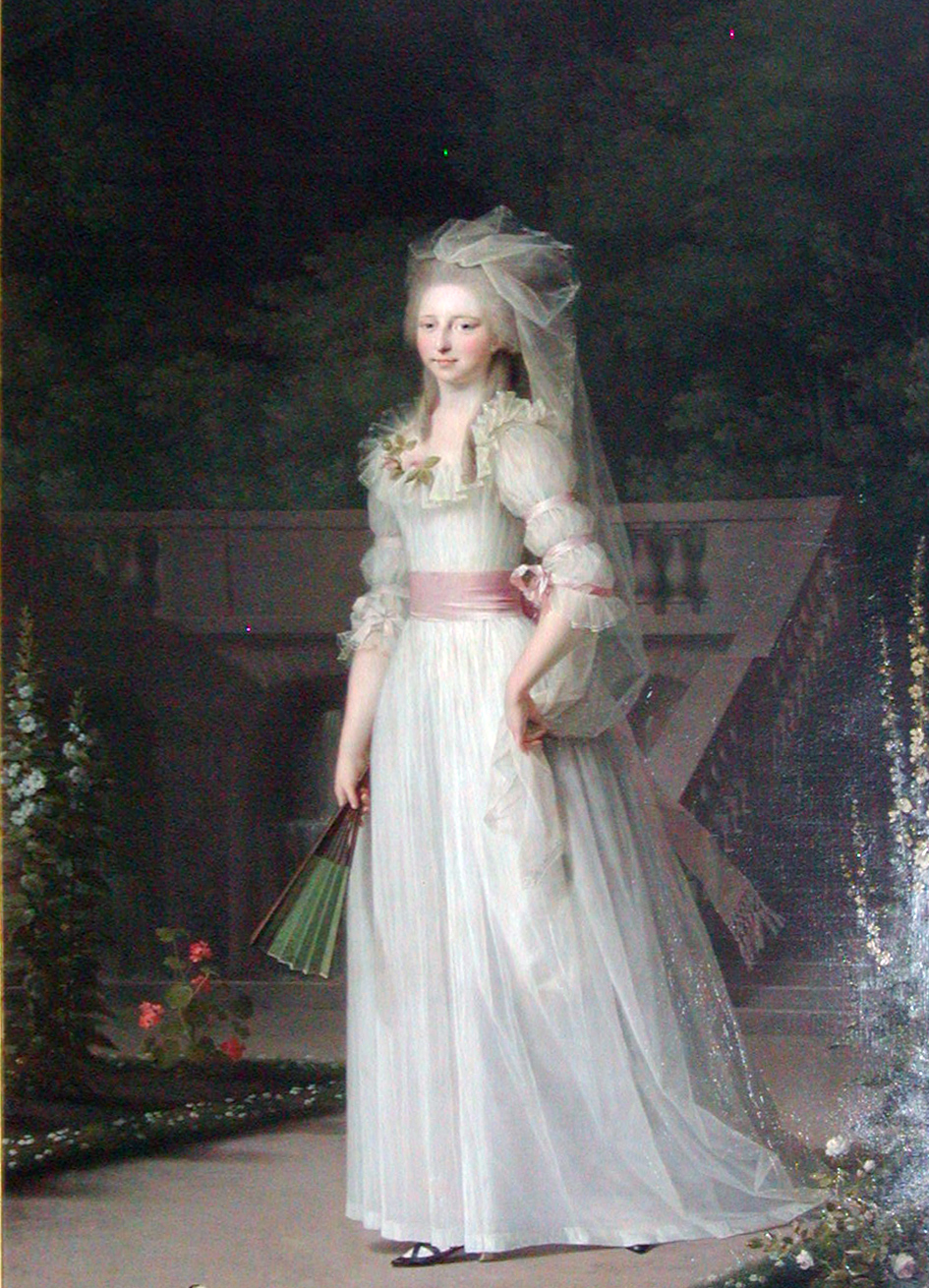
Luísa em 1787.

O casal viveu na corte dinamarquesa durante muitos anos, até ao incêndio no Palácio de Christiansborg em 1794 e a morte do pai de Frederico Cristiano no mesmo ano, altura na qual o seu marido herdou o ducado. A princesa era frequentemente o centro das actividades da corte e foi proclamada como a "Vénus da Dinamarca". Era ela a verdadeira figura feminina mais importante na corte, mesmo depois do casamento do seu irmão em 1790. Depois de 1794, o casal passou a viver na ilha de Als e em Gråsten durante o verão. Viviam na Dinamarca durante o inverno e em Augustemburgo durante parte do verão. Lá, Luísa criou uma corte muito activa, frequentada por vários artistas, entre os quais Jens Baggesen.
Tiveram três filhos:
- Carolina Amália de Eslésvico-Holsácia-Sonderburgo-Augustemburgo (28 de setembro de 1796 - 9 de março de 1881), rainha-consorte da Dinamarca através do seu casamento com o rei Cristiano VIII; sem descendência.
- Cristiano Augusto de Eslésvico-Holsácia-Sonderburgo-Augustemburgo (19 de julho de 1798 - 11 de março de 1869), duque de Eslésvico-Holsácia-Sonderburgo-Augustemburgo, casado com a condessa Luísa Sofia de Danneskjold-Samsøe; com descendência.
- Frederico de Eslésvico-Holsácia-Sonderburgo-Augustemburgo (23 de agosto de 1800 - 2 de julho de 1865), casado com a condessa Henriqueta de Danneskjold-Samsøe; com descendência.

O casal tinha pouco em comum: enquanto Luísa era extrovertida, activa, bonita e fácil de gostar, o seu marido era pouco atraente, sério, interessado em filosofia e política. Acredita-se que a princesa teve vários amantes, sendo o mais conhecido o médico Carl Ferdinand Suadacini que a conheceu quando a tratava devido a problemas de fertilidade e que muitos acreditam ser o verdadeiro pai dos seus filhos. Luísa mostrou simpatias pela Revolução Francesa, algo que revela uma visão política anti-britânica a partir de 1789.

## Últimos anos

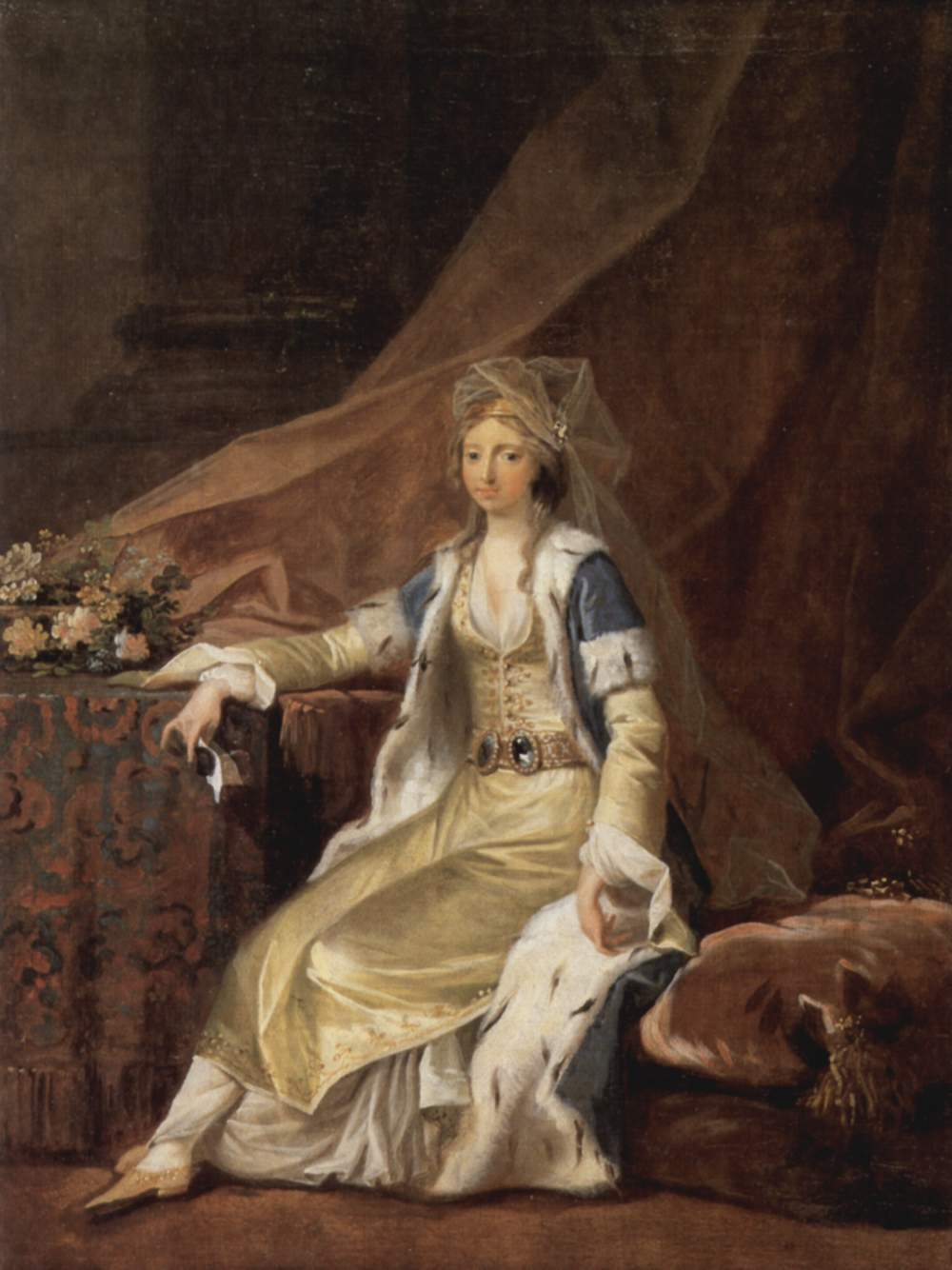
Luísa Augusta por Jens Juel.

Ao longo dos anos, o seu marido e o seu irmão começaram a entrar em conflito, principalmente devido ao facto de os ducados de Eslésvico-Holsácia serem maioritariamente governados pela coroa dinamarquesa enquanto Cristiano detinha apenas um pequeno território em Sonderborg e também devido à monarquia dinamarquesa. Luísa permaneceu fiel à causa da coroa dinamarquesa e teve o papel de fazer o marido mudar de ideias em relação ao irmão. Em 1810, fez os possíveis para travar a tentativa do marido se tornar sucessor do trono sueco depois de o irmão dele ter sido escolhido para essa posição e ter morrido antes de assumir a posição, o que fez com que o marechal francês Jean-Baptiste Bernadotte fosse o escolhido.
A relação entre os casal acabou por se desmoronar e Frederico Cristiano tentou limitar legalmente a influência que Luísa tinha no futuro dos seus filhos. O duque morreu a 14 de junho de 1814 e Luísa apoderou-se rapidamente dos estados de Augustemburgo e da educação dos filhos. O estado passou para o seu filho mais velho, o duque Cristiano Augusto, quando ele regressou de uma longa viagem ao estrangeiro em 1820. A partir de então, Luísa passou a viver no Castelo de Augustemburgo onde estabeleceu uma corte excêntrica. Em 1832, para dar um melhor rendimento ao seu filho mais novo, Frederico, comprou as propriedades de Nør e Grønwald, a sul de Eslésvico. Tinha uma relação muito boa com a sua filha e com o marido dela, mas não se dava bem com os seus dois filhos.
Morreu em Augustemburgo em 1843, quando o reinado do seu irmão na Dinamarca tinha já acabado e o seu genro, Cristiano VIII, tinha subido ao trono, tendo assim morrido como mãe da rainha da Dinamarca.

## Luísa Augusta na cultura e o seu legado

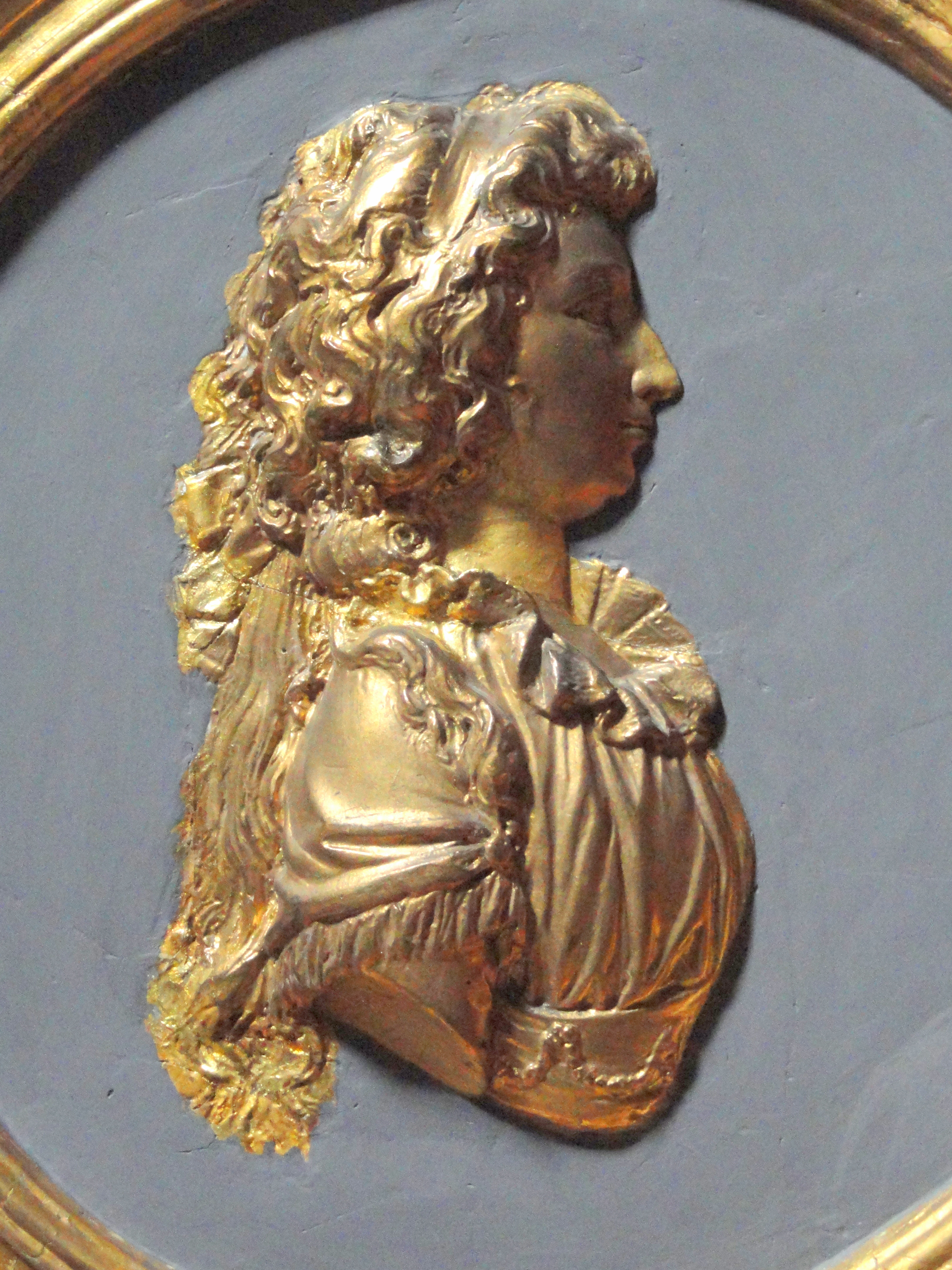
Relevo de autoria de Bertel Thorvaldsen, presente no Museu Thorvaldsen.

O artista dinamarquês Jens Juel pintou dois retratos da princesa. O primeiro, de 1784, faz parte da Royal Collection e encontra-se em exposição em Londres; o segundo, de 1787, encontra-se no Museu do Palácio de Frederiksborg. Outro retrato dela, de Anton Graff encontra-se no Castelo de Sønderborg.
A escritora dinamarquesa Maria Helleberg escreveu um romance histórico inspirado na vida de Luísa Augusta chamado "Kærlighedsbarn" (Filha Adoptiva) que se tornou um sucesso de vendas na Dinamarca e deu origem a uma exposição biográfica especial sobre a princesa no Castelo de Rosenborg.
Entre os actuais monarcas reinantes do mundo, apenas o rei Carlos XVI Gustavo da Suécia é descendente directo de Luísa. O rei Constantino II da Grécia também o era, mas já não é um monarca reinante.